# Gastrochilus calceolaris
Gastrochilus calceolaris — эпифитное трявянистое растение, вид семейства Орхидные.
Вид не имеет устоявшегося русского названия, в русскоязычных источниках используется научное название Gastrochilus calceolaris.

## Синонимы
По данным Королевских ботанических садов в Кью. 

Гомотипные синонимы:
- Aerides calceolaris Buch.-Ham. ex [[Sm. in A.Rees]], 1818 basionym
- Epidendrum calceolare (Buch.-Ham. ex Sm.) D.Don, 1825
- Saccolabium calceolare (Buch.-Ham. ex Sm.) Lindl. ex Wall., 1832

Гетеротипные синонимы:
- Aerides leopardorum  Wall. ex Hook.f., 1890
- Gastrochilus philippinensis  Ames, 1915
- Sarcochilus nepalensis  Spreng., 1826 nom. illeg.
- Gastrochilus calceolaris var. biflora L.R.Shakya & M.R.Shrestha, 2007

## Биологическое описание
Растение среднего размера.
Листья 10—15 см.
Соцветие короткое, цветки — до 2 см в диаметре, приятно пахнущие.
Произрастает в вечнозелёных лесах низменностей или в первичных горных лесах на возвышенностях 900—2300 метров над уровнем моря.

## Распространение, экологические особенности
Восточные Гималаи, провинция Ассам в Индии, Непал, Мьянма, Таиланд, провинция Юньнань в Китае, Вьетнам, Малайзия, Борнео, Суматра и Филиппины.

Данные по гербарным сборам из Вьетнама (место/высота над уровнем моря):

Dac Lac; 2200—2440 м

Ha Giang; 1100—1200 м

Hoa Binh; 988 м

Khanh Hoa; 1600—1700 м

Kon Tum; 1600 м

Lam Dong; 1680—1950 м

Quang Binh; 600—800 м

Son La; 900—1468 м

Tuyen Quang; 300—450 м
Цветение (в Таиланде): февраль.

## В культуре
Температурная группа — тёплая, умеренная.
Растение нуждается в хорошем освещении круглый год, обильном поливе в период роста и перепаде между дневными и ночными температурами в 5—8 °C.
Наиболее предпочтительна посадка на блок.